# Pterodroma
Pterodroma és un gènere d'ocells marins de la família dels procel·làrids (Procellariidae). Aquests petrells, són aus d'hàbits pelàgics, amb un bon nombre d'espècies distribuïdes per tots els oceans a excepció dels molt septentrionals.

## Llista d'espècies
Aquest gènere està format per 34 espècies vives.
- Petrell alagran (Pterodroma macroptera).
- Petrell capblanc (Pterodroma lessonii).
- Petrell caragrís (Pterodroma gouldi).
- Petrell de Schlegel (Pterodroma incerta).
- Petrell de Solander (Pterodroma solandri).
- Petrell del Magenta (Pterodroma magentae).
- Petrell de Murphy (Pterodroma ultima).
- Petrell suau (Pterodroma mollis).
- Petrell de Madeira (Pterodroma madeira).
- Petrell de Cap Verd (Pterodroma feae).
- Petrell de les Desertas (Pterodroma deserta).
- Petrell de les Bermudes (Pterodroma cahow).
- Petrell del Carib (Pterodroma hasitata).
- Petrell de Jamaica (Pterodroma caribbaea).
- Petrell de les Juan Fernández (Pterodroma externa).
- Petrell de les Kermadec (Pterodroma neglecta).
- Petrell del Herald (Pterodroma heraldica).
- Petrell de l'illa de la Trindade (Pterodroma arminjoniana).
- Petrell de Henderson (Pterodroma atrata).
- Petrell de les Phoenix (Pterodroma alba).
- Petrell de Barau (Pterodroma baraui).
- Petrell de les Hawaii (Pterodroma sandwichensis).
- Petrell de les Galápagos (Pterodroma phaeopygia).
- Petrell clapejat (Pterodroma inexpectata).
- Petrell collblanc (Pterodroma cervicalis).
- Petrell alanegre (Pterodroma nigripennis).
- Petrell de les Chatham (Pterodroma axillaris).
- Petrell de les Bonin (Pterodroma hypoleuca).
- Petrell alablanc (Pterodroma leucoptera).
- Petrell de collar (Pterodroma brevipes).
- Petrell de Cook (Pterodroma cookii).
- Petrell de De Filippi (Pterodroma defilippiana).
- Petrell de Stejneger (Pterodroma longirostris).
- Petrell de Pycroft (Pterodroma pycrofti).
- Petrell gros de Santa Helena (Pterodroma rupinarum). Extint.